# Distribuição binomial negativa
A distribuição binomial negativa ou distribuição de Pascal é uma distribuição de probabilidade discreta. Esta distribuição indica o número de tentativas necessárias para obter k sucessos de igual probabilidade θ ao fim de n experimentos de Bernoulli, sendo a última tentativa um sucesso. A sua função de probabilidade é dada por:
{\displaystyle \!\ b(n;k,\theta )={n-1 \choose k-1}\theta ^{k}(1-\theta )^{n-k},n=k,k+1,...}
Numa linha de montagem, 10% das peças são defeituosas. A probabilidade de a quinta peça que se analisa ser a segunda defeituosa é
{\displaystyle b(5,2,0.1)={4 \choose 1}(0.1)^{2}(0.9)^{3}=0.02916}
OBS.: A distribuição geométrica é fortemente relacionada com a distribuição binomial negativa. Naquela, queremos o número de tentativas para obter o primeiro sucesso, i.e., o tempo de espera até que se tenha o evento de importância ou sucesso.